# Martes caurina
Martes caurina é uma espécie de marta, um mamífero carnívoro da família dos mustelídeos. Habita em zonas costeiras do Oregon e da Caifórnia.

## Taxonomia
A Martes caurina foi identificado como uma espécie autónoma por Clinton Hart Merriam em 1890, com a designação de Mustela caurina. Tem havido uma grande divisão entre os especialistas sobre se deve ser considerada uma espécie distinta ou uma subespécie da marta-americana, Martes americana, mas testes genéticos recentes apontam para que as martas existentes nos EUA devam mesmo ser classificadas em duas espécies distintas.

## Alimentação
A Martes caurina caça sobretudo roedores, nomeadamente tâmias e o Myodes californicus. A M. caurina também (sobretudo no verão e outono) se alimenta de bagas, como Gaultheria shallon, Vaccinium ovatum e Vaccinium parviflora.